# De tuin van Vaucresson
(('De tuin van Vaucresson'(( (Frans: Le jardin de Vaucresson, ook wel Le Clos Cézanne à Vaucresson) is een schilderij van de Franse kunstschilder Édouard Vuillard uit 1920, opnieuw bewerkt in 1926, 1935 en 1936. Het is een decoratieve weergave van twee vrouwen in een bloemenrijke tuin, waarvan er eentje sterk verholen is weergegeven. Het werk bevindt zich in de collectie van het Metropolitan Museum of Art te New York.

## Context
In de zomer van 1920 verbleef Vuillard in Vaucresson, even te westen van Parijs, in de villa van de in Brussel geboren kunsthandelaar Jos Hessel, die tevens zijn beste vriend was. Hessel doopte zijn onderkomen "Le Clos Cézanne", omdat hij het mede bekostigd had met een van Paul Cézannes werken. Hij was getrouwd met Lucy Blum , de dochter van een rijke Joodse textielkoopman. Lucy fungeerde veelvuldig als model voor Vuillard en was tevens zijn maîtresse. De onderlinge verhouding tussen de Hessels en Vuillard was daarmee precair en gecompliceerd. Vuillard zou decennialang, tot aan zijn dood in 1940, lange periodes bij de Hessels in huis verblijven. Hij hield hartgrondig veel van Lucy, maar zou uiteindelijk ook zijn leven lang bevriend blijven met Jos.

## Afbeelding
Het schilderij toont een staande vrouw in een roze kimono, gepositioneerd aan de rand van het schilderij, ingetogen voor zich uit kijkend, enigszins naar beneden, haar handen ingedraaid in de zijden stof van haar kleed. Achter haar staat een huis van drie verdiepingen, vlekkerig verlicht door de zon die door de bomen schijnt. Om haar heen groeien overal bloemen in de prachtig aangelegde tuin. Op een pad voor het huis loopt een man, mogelijk de tuinman, met een mand op zijn hoofd. Verder lijkt alles in ruste.

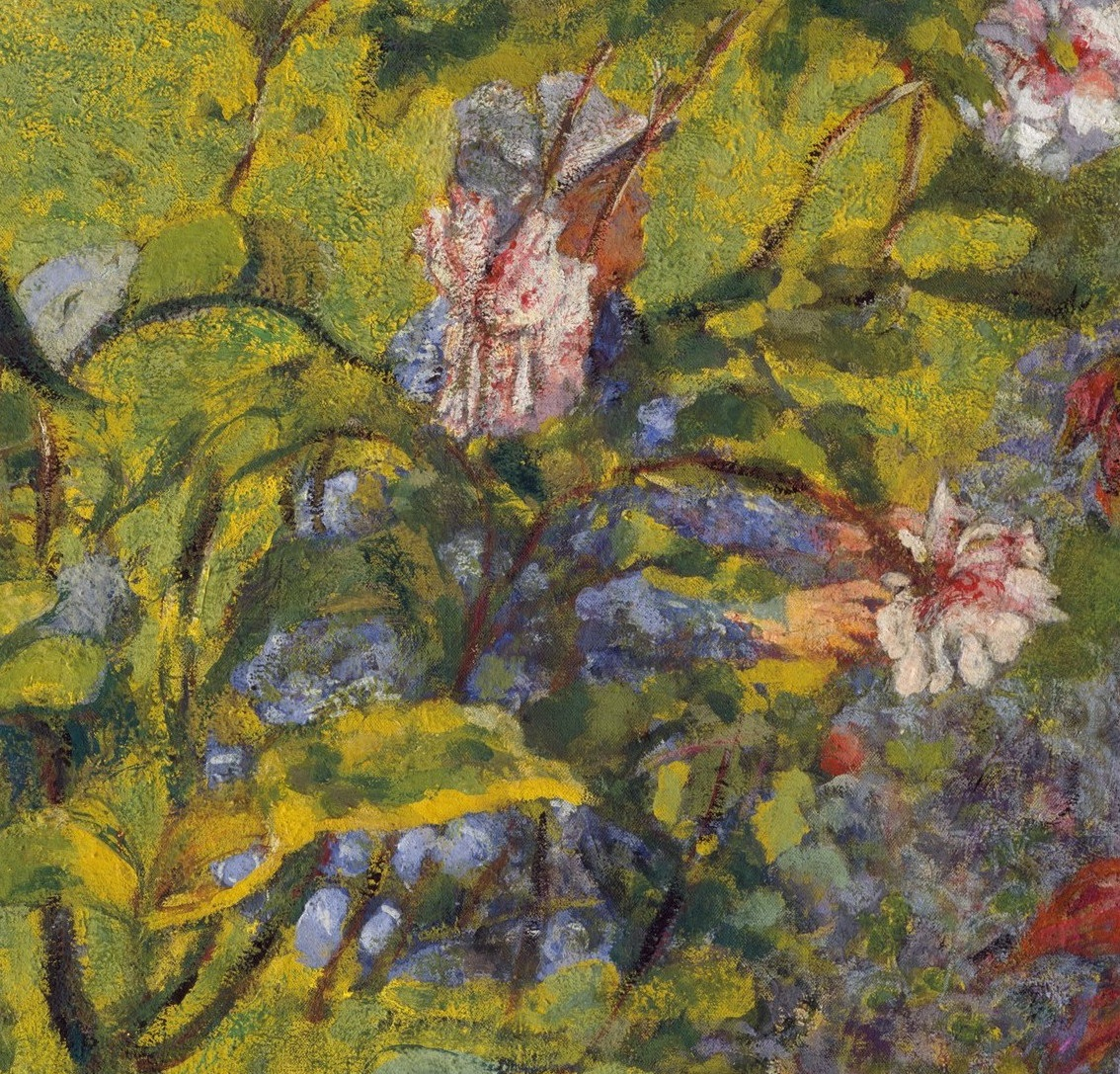
Detail: de gecamoufleerde dame.

Bij nadere beschouwing is echter een tweede vrouw te zien, tegenover de vrouw met de kimono, in een blauwe jurk, verhuld door de bloemen op de voorgrond, als zit ze achter een raster. Ze knielt op het gras en kijkt omhoog naar de andere vrouw, klaarblijkelijk met haar in gesprek. Ze strekt zich uit om wat bloemen te plukken.
Vuillard liet vaker figuren vrijwel verdwijnen in zijn decoratieve, platte werken, waarbij hij ze als het ware assimileerde in de patronen van hun directe omgeving. Het piramidepatroon van haar figuur verschijning herhaalt hij gelijkkleurig in de weergave van het bloemenperk naast het tuinpad. Figuren, vaak vrouwen, vormden voor hem hooguit een deel van de totaalimpressie, arbitrair en vervangbaar. Een parallel is te trekken met de Japanse prentkunst, waardoor zijn stijl werd beïnvloed.
Tegelijkertijd lijkt hij in zijn werken ook steeds een bedoeling te hebben gehad met zijn camouflagetechniek, in de zin dat de vrouwen die hij aldus in zijn werken liet verdwijnen, doorgaans ook in het werkelijke leven schier onzichtbaar of hooguit op de achtergrond aanwezig waren. Zo beeldde hij bijvoorbeeld ook zijn uiterst verlegen en stille zus Marie altijd enigszins verborgen af. De knielende dame op De tuin van Vaucresson is echter niet Marie, maar zijn maîtresse madame Lucy Hessel, de vrouw van zijn vriend Jos. Hij wilde hiermee uitdrukken hoezeer het ware leven van Lucy in het verborgene moest blijven en gecompromitteerd is. Tegelijkertijd is het een uitdrukking van machteloosheid.
De vrouw in de kimono is overigens Lucy's nicht Marcelle Aron. Vuillard koos zijn onderwerpen veelal in huiselijke kring en uit zijn naaste omgeving. Hij noemde dit type werken zijn "intimité's". Het waren mensen die hij liefhad.

## Historie en waardering
De tuin van Vaucresson zou bij leven altijd in het bezit blijven van de Hessels. Nadat Vuillard in juni 1940 overleed, in bijzijn van zowel Jos als Lucie, week het echtpaar voor de Duitsers uit naar Zuid-Frankrijk. Lucy overleed daar in november 1941, Jos werd kort daarna 1942 door de opgepakt en overleed waarschijnlijk in datzelfde jaar, zonder dat bekend werd hoe of waar. Een deel van hun kunstcollectie was toen al door hun dochter naar de Verenigde Staten overgebracht. Tot deze collectie behoorde ook De tuin van Vaucresson. In 1952 werd het verworven door het Metropolitan Museum of Art, waar het schilderij nog te zien is.
Vuillards werk werd in de twintigste eeuw lang beschouwd als druk en gedateerd. Tijdens de hoogtijdagen van abstracte kunst, reeds bij zijn overlijden, had zijn decoratieve benadering van de kunst duidelijk afgedaan. Aan het einde van de twintigste eeuw kwam er een heropleving van de belangstelling voor zijn oeuvre en werd met name de aandacht gevestigd de stilte en intimiteit in zijn werk, zoals ook De tuin van Vaucresson die doorheen alle bloemendrukte uitstraalt.

## Galerij

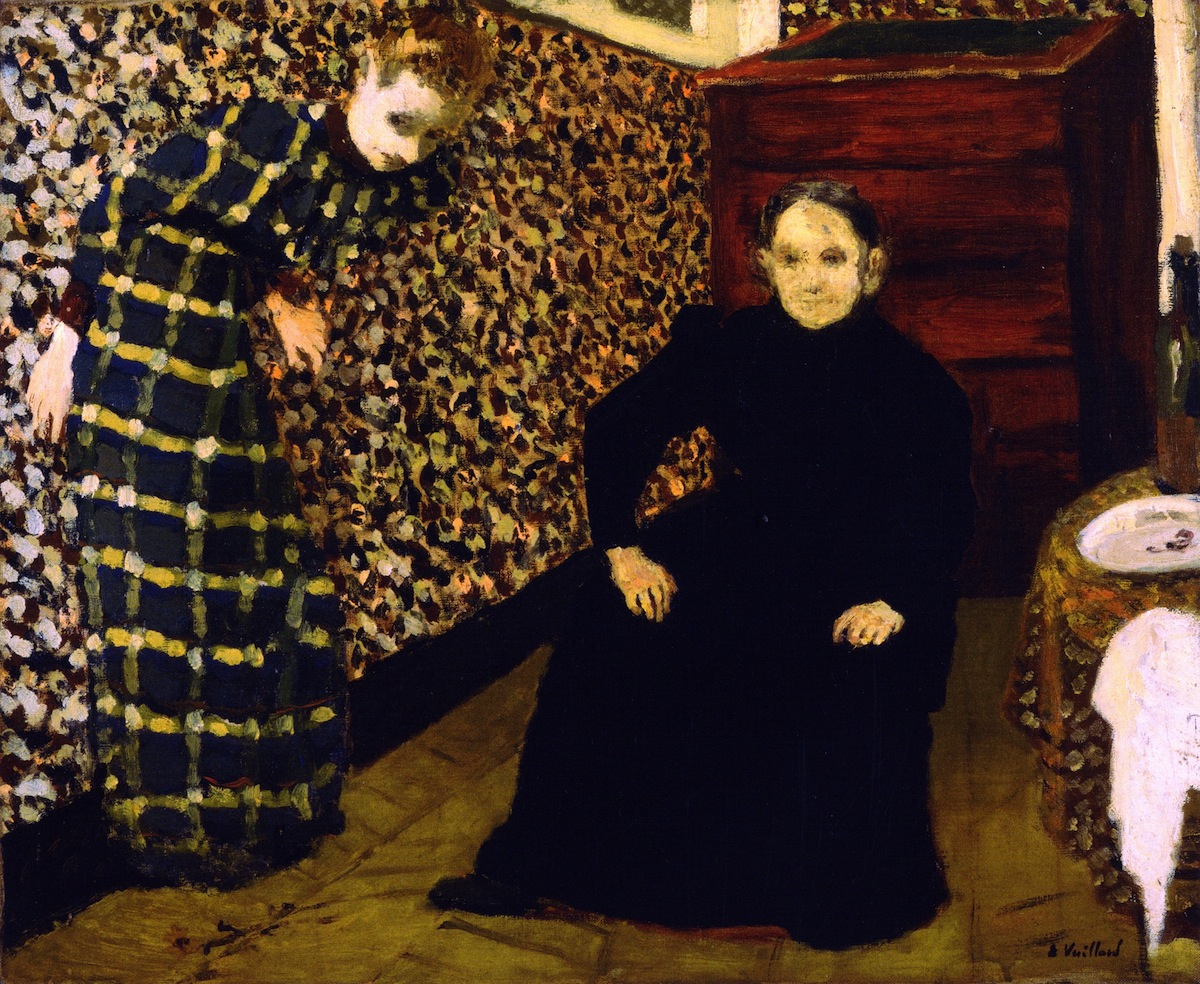
Interieur met moeder en zus van de kunstenaar, 1893, Vuillard laat zus Marie bijna opgaan in het behang
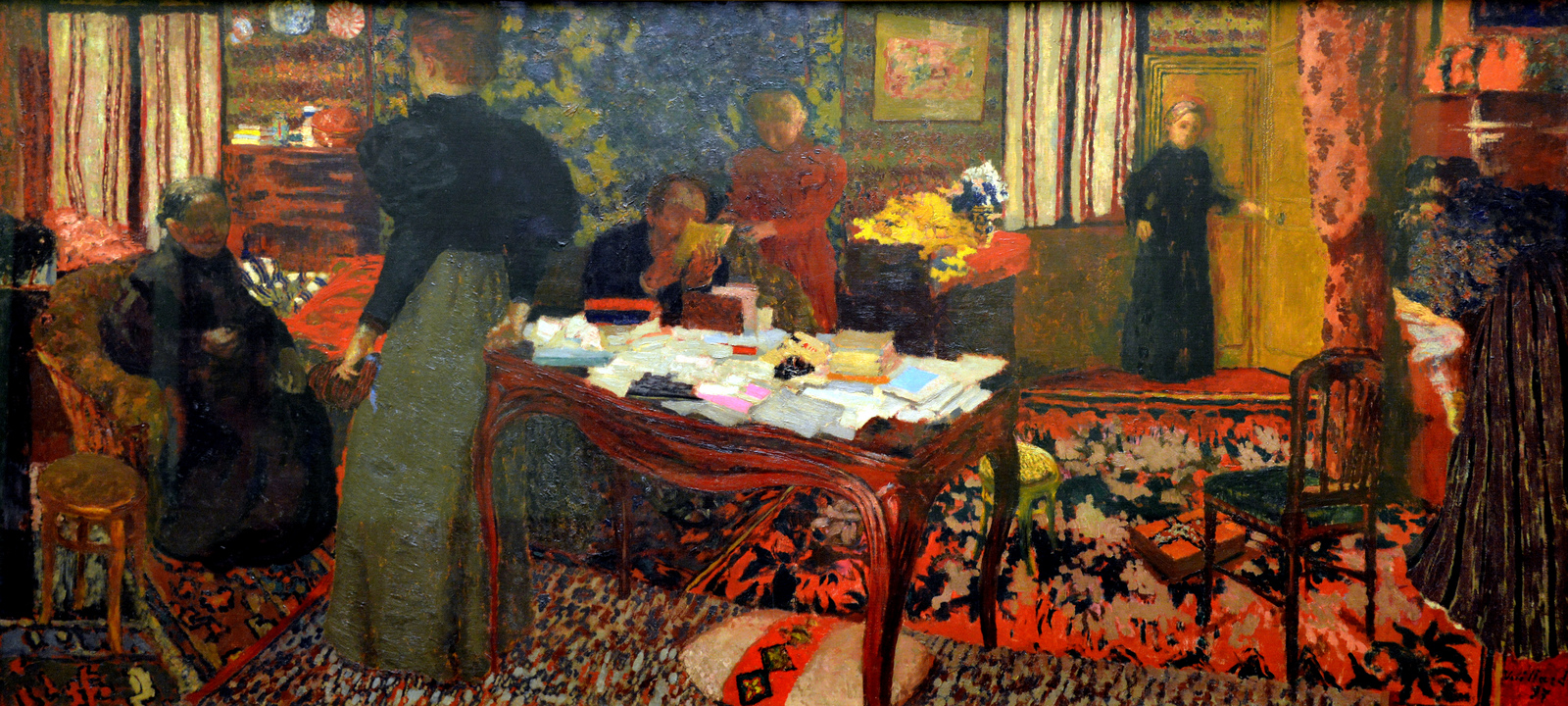
Grand intérieur aux six personnages, 1896. Rechts beeldt Vuillard zijn zus Marie bijna onzichtbaar af, als zesde persoon
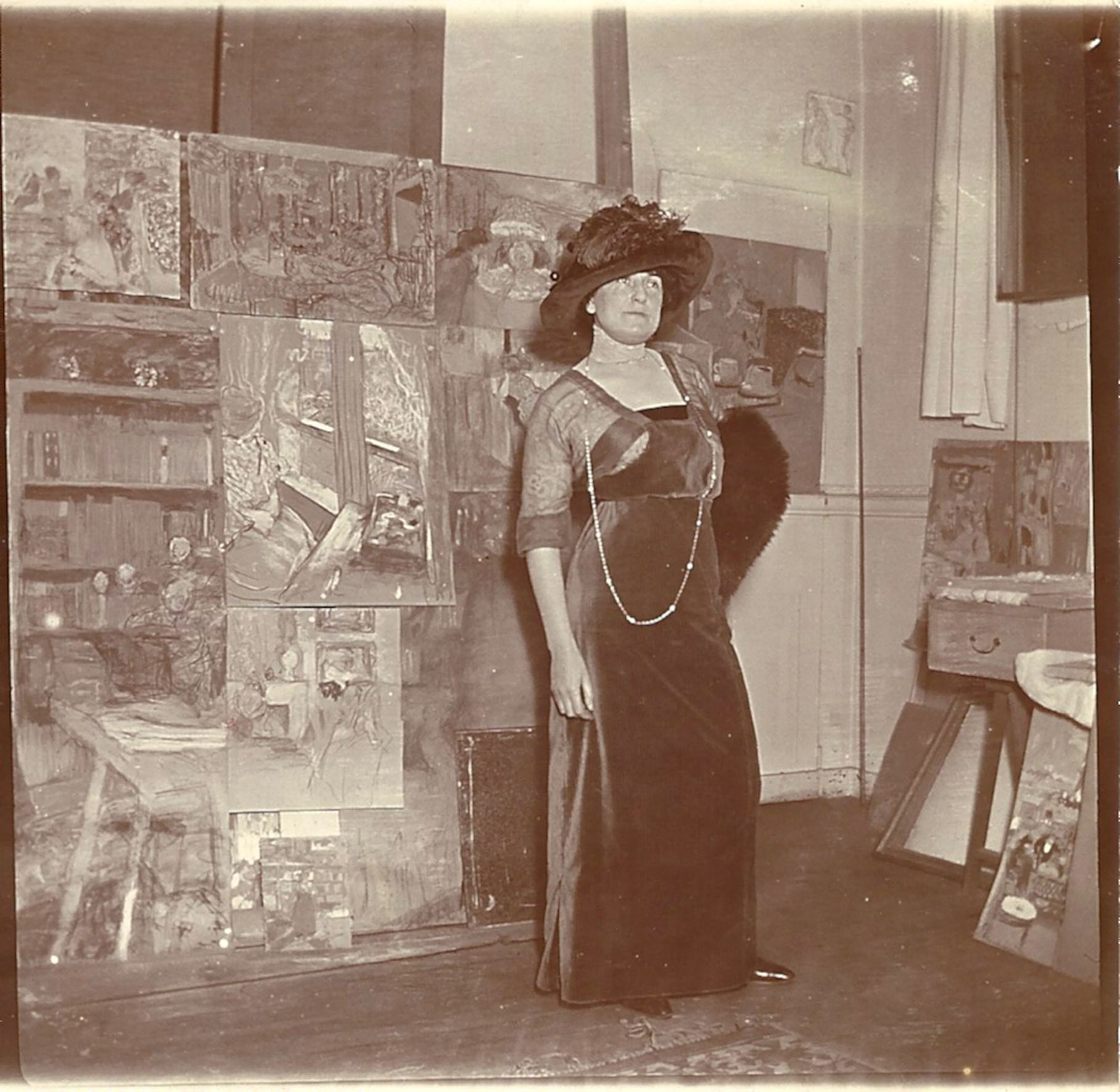
Lucy Hessel in de studio van Vuillard, 1911